# Luzdivina Megido
Luzdivina Megido Fernández (Felechosa, 9 de mayo de 1916 – julio de 1984), conocida como Luz Megido y en algunos registros reseñada con el nombre de Ludivina, fue una maestra española. En 1937, fue una de las maestras que acompañó a los niños de Rusia.

## Biografía
Luzdivina Megido Fernández nació en la localidad asturiana de Felechosa, en el concejo de Aller. Era hija de Rosa Fernández Blanco y de José Megido Álvarez.
Fue una de las maestras del plan profesional de 1931 y una de las cursillistas del 36, que era el grupo de funcionarios de la República inscritos en los cursillos de perfeccionamiento de 1936. En los primeros días de septiembre de 1937, fue una de las maestras convocadas por la Consejería de Instrucción Pública, a través de un comunicado en prensa local, a asistir a reunión en la Fundación Miranda de Gijón. El 23 de septiembre, Megido junto a otros maestros y educadores que estuvieron en la citada reunión, partieron en un barco desde el puerto de El Musel acompañando a los niños de Rusia.
Megido ejerció como maestra en varias ciudades de la Unión Soviética, como Krasnovídovo, Óbninskoe y Leningrado. En esta ciudad, fue profesora en la Casa de Jóvenes, donde también ejercía su esposo Vicente Sánchez.
En abril de 1941, tuvo una hija, Luz, y poco después comenzó el sitio de Leningrado. En marzo de 1942, Megido junto con su familia consiguieron salir del cerco y su marido fue ingresado en el hospital. Por su parte, ella fue evacuada con su hija a una localidad de Mostovoye, al norte del Cáucaso, junto a otros niños españoles y sus educadores. Unos meses más tarde, tienen que volver a huir a Sujumi, en el Mar Negro, y desde ahí viajan en ferrocarril hacia el este para cruzar el mar Caspio hasta Samarcanda. Finalmente, durante la Segunda Guerra Mundial su destino definitivo fue Ufá, capital baskir de los Montes Urales.
Tras la guerra, en Moscú, ejerció como de profesora de español diversos centros universitarios, en el Departamento de Lenguas. También trabajó de locutora radiofónica en Radio Bucarest, emitiendo con su esposo un programa internacional en español. Ejerció además como profesora de estudios de posgrado de la Academia de Comercio Exterior. Junto con las maestras María Rodríguez Iriondo y Alejandra Soler, desarrolló las bases metodológicas para la enseñanza del idioma español en la URSS.
En mayo de 1957, intentaron volver a España. Sin embargo, las autoridades no dejaron que Megido, su marido y su hija bajaran del barco. En 1968 pudieron volver a España. El 1 de febrero de 1979, su nombre aparecía entre los maestros del Plan Nacional de 1931 que pasaban a formar parte del profesorado de EGB. El 20 de marzo de 1979, le fue asignada la plaza en el Colegio Nacional Mixto de Moreda, jubilándose por enfermedad el 8 de mayo de 1980. Falleció en 1984.

## Reconocimientos
En 2023, el ayuntamiento de Aller instaló una placa conmemorativa en la antigua escuela de Felechosa, en la que Megido estudió.